# Saperda robusta
Saperda robusta is een uitgestorven kever uit de familie van de boktorren (Cerambycidae). De wetenschappelijke naam van de soort werd voor het eerst geldig gepubliceerd in 1967 door Schmidt.